# Consiliul Imperial (Austria)

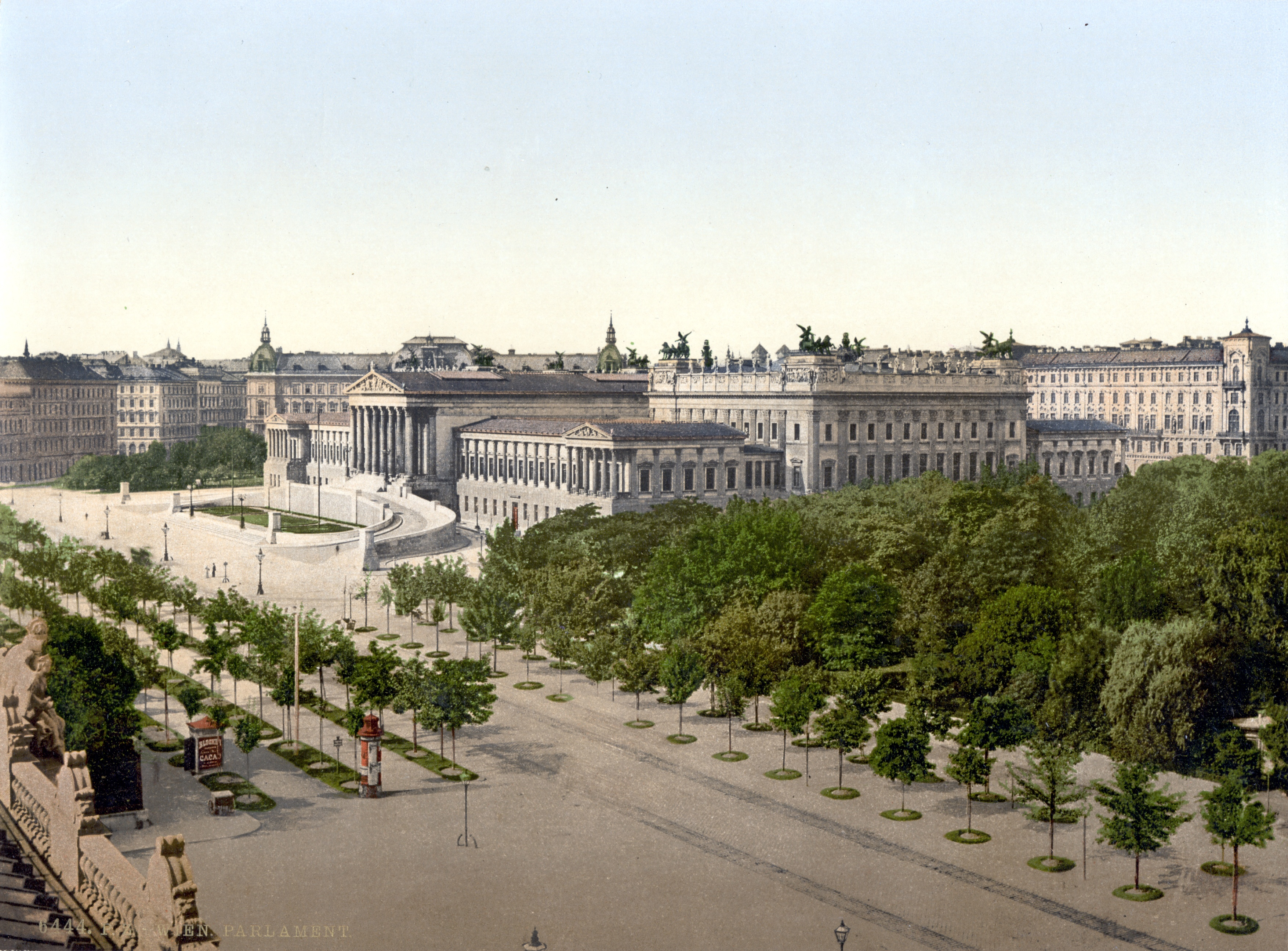
Clădirea Consiliului imperial (azi Parlament) pe Ringstraße în 1900, văzută de pe Burgtheater; în dreapta, Parcul parlamentului

Consiliul Imperial (în germană Reichsrat) a fost din 1861 parlamentul Imperiului Austriac și din 1867 până în 1918 parlamentul jumătății cisleithanice a dublei monarhii Austro-Ungaria. Consiliul Imperial a fost desființat definitiv la data de 12 noiembrie 1918, după abdicarea lui Carol I al Austriei. 
Consiliul Imperial consista din două camere: Camera nobililor, care era camera superioară în care era reprezentată nobilimea și clerul, și din camera reprezentanților aleși. 